# Paidia vestita
Paidia vestita là một loài bướm đêm thuộc phân họ Arctiinae, họ Erebidae.